# Liparis lacerata
Liparis lacerata är en orkidéart som beskrevs av Henry Nicholas Ridley. Liparis lacerata ingår i släktet gulyxnen, och familjen orkidéer. Inga underarter finns listade i Catalogue of Life.